# 2MASS J04414489+2301513
2MASS J04414489+2301513（常簡稱為2M J044144）是一個距離地球約450光年的年輕棕矮星，有一個約5到10倍木星質量的伴星環繞。主星的質量大約是20倍木星質量，年齡約100萬年。
目前仍不了解伴星是次棕矮星或行星。相對於屬於棕矮星的主星而言，伴星的體積相當大，而該系統必須要以100萬年形成。對於行星而言這樣的形成速度太快，且質量過大；另一方面，對於氫氣雲塌縮形成恆星的過程而言這個系統看起來又過小而無法形成恆星。